# Deborah Rush
Deborah Rush (ur. 19 kwietnia 1954 w Chatham) – amerykańska aktorka.

## Życiorys
Karierę aktorską zaczęła w 1981, wcześniej występowała na Broadwayu. W 1984 została mianowana do nagrody Tony za film Michaela Frayna Noises Off. W ciągu następnych lat aktorka często grała w produkcjach teatralnych oraz sztukach takich jak Stephen Adly Guirgis oraz The Last Days of Judas Iscariot.
Aktorka wystąpiła także filmach w reżyserii Woody'ego Allena: Zelig oraz Purpurowa róża z Kairu.
W ostatnich latach Deborah grała głównie w serialach komediowych takich jak The Visitor.
Jest synową znanego amerykańskiego dziennikarza Waltera Cronkita.

## Wybrana filmografia
- 1981: Honky Tonk Freeway
- 1983: Zelig
- 1985: Purpurowa róża z Kairu
- 1987: Crime Story
- 1989: Diablica
- 1992: Odszedł bez słowa
- 1996: Spin City
- 1999: Three to Tango
- 2000: Strangers with Candy
- 2002: The Good Girl
- 2003: American Pie: Wesele
- 2007: The Visitor
- 2008: Lie to Me
- 2009: Julie & Julia